# Баріогенезис
Баріогенезис — гіпотетичний процес, внаслідок якого у Всесвіті виникла перевага частинок над античастинками. Згідно з теорією Великого вибуху цей процес відбувся до часу 10−31 с від виникнення світу. 
Проведений в 1967 Андрієм Дмитровичем Сахаровим аналіз показав, що необхідними умовами для баріогенезису є 
- порушення закону збереження баріонного числа.
- порушення CP-інваріантності
- нерівноважність процесу

Процес порушення CP-інваріантності, тобто незмінності рівнянь руху щодо одночасної зміни знаків зарядів частинок та напрямку просторових осей, був відкритий у 1964. Щодо першої умови, то в рамках Стандартної Моделі повне число баріонів зберігається, однак Стандартна Модель ще не довершена й не описує всі види взаємодії. Третя умова означає те, що розширення Всесвіту повинно було відбуватися швидше, ніж процес баріогенезису.